# Castra Regina
Castra Regina, tal com l'anomena la Taula de Peutinger, o Reginum segons diu l'Itinerari d'Antoní, era una ciutat de Rècia, a la part nord de Vindelícia al sud del Danubi en el camí que conduïa a Vindobona. És la moderna Ratisbona (Regensburg).
Ratisbona no és mencionada pels historiadors antics, que sempre parlen de Reginum, i era una important fortalesa a la frontera. Era l'estació de les legions I Itàlica, III Itàlica i IV Itàlica i del destacament de cavalleria Ala II Valèria.
Era a més d'estació militar, un important centre comercial on vivien destacades famílies romanes. Era capital de la província de Rècia i després de la província de Rècia Primera (Rhaetia Prima). Els iutungs la van destruir l'any 383.